# Lozzolo
Lozzolo is een gemeente in de Italiaanse provincie Vercelli (regio Piëmont) en telt 797 inwoners (31-12-2004). De oppervlakte bedraagt 6,7 km², de bevolkingsdichtheid is 119 inwoners per km².

## Demografie
Lozzolo telt ongeveer 355 huishoudens. Het aantal inwoners steeg in de periode 1991-2001 met 0,1% volgens cijfers uit de tienjaarlijkse volkstellingen van ISTAT.
| Jaar | Inwoneraantal |
| ---- | ------------- |
| 1991 | 815           |
| 2001 | 816           |

## Geografie
Lozzolo grenst aan de volgende gemeenten: Gattinara, Roasio, Serravalle Sesia, Sostegno (BI), Villa del Bosco (BI).